# Axel Merckx
Axel Merckx (n. 8 august 1972, Uccle, Comunitatea Francofonă din Belgia⁠(d), Belgia) este un ciclist de performanță ce a reprezentat Belgia, medaliat olimpic. A participat la 2 ediții ale Jocurilor Olimpice (2000, 2004) în care a câștigat o medalie de bronz.